# Nove Pole, Novomîkolaiivka
Nove Pole (în ucraineană Нове Поле) este un sat în comuna Zelene din raionul Novomîkolaiivka, regiunea Zaporijjea, Ucraina.

## Demografie
Componența lingvistică a localității Nove Pole
     Ucraineană (88,59%)
     Rusă (11,41%)
Conform recensământului din 2001, majoritatea populației localității Nove Pole era vorbitoare de ucraineană (88,59%), existând în minoritate și vorbitori de rusă (11,41%).